# Oxira excelsa
Oxira excelsa là một loài bướm đêm trong họ Noctuidae.